# Fitoremediáció
A fitoremediáció egy természetbarát technológia, a szennyezett környezet megtisztítására növények által. Konkrétabb a bio(fito)remediáció, mely szintén a szennyezett környezet megtisztítása növények által, azonban ez mikroorganizmusok (gombák, baktériumok) közreműködésével történik.
A fitoremediációs, illetve bio(fito)remediációs, eljárás módjai:

## Fitoextrakció
A szennyező anyagokat a növények akkumulálni képesek, ezért a talajt, vizet különösen szennyező nehézfémek (ólom, kadmium, cink) eltávolítására alkalmasak. A nehézfémeket igen nagy mennyiségben akkumulálni képes fajokat hiperakkumulálóknak nevezik.

## Fitodegradáció
A növények és a mikroorganizmusok a szerves anyagokat átalakítják, lebontják (szerves oldószerek, olajszennyeződés, robbanóanyagok maradékai). Elsősorban mérgező szerves anyagok lebontására alkalmas talajjavító módszer.

## Rizofiltráció
A vízinövények, illetve vizes élőhelyek növényeinek gyökerén a szennyezőanyag abszorbeálódhat vagy felvevődhet. Szennyvíztisztítás befejező műveleteként javasolják.

## Fitostabilizáció
Növények alkalmazása a szennyező anyagok biológiai elérhetőségének mérséklésére. A növények a szennyező anyagok talajban stabilizálásával ártalmatlanítják azokat, s ennek következményeként csökkenthető a további környezeti lebomlás kockázata. A folyamat során a nehézfém, a halogén, a metalloidokat tartalmazó, a radionuklidokat tartalmazó és a különböző esetenként veszélyes szerves anyagokat tartalmazó talaj mentesíthető. A nehézfémek közé tartoznak az ólom, a kadmium, a higany és az arzén. A halogének közé a fluor, klór, jód, bróm, asztácium és a tenesszium tartozik.

## Fitovolatilizáció
A növények a szennyező anyagokat, még fémszennyezéseket is (Hg, As, Se), képesek illékony, nem mérgező vegyületekké alakítani és a légtérbe juttatni. Ezzel a módszerrel csökkenthető és vagy megszüntethető a nehézfémek, a halogének, a metalloidok és a radionuklidok szennyezése.